# Epsilon Reticuli
Epsilon Reticuli (ε Ret) – gwiazda w gwiazdozbiorze Sieci, odległa o około 59 lat świetlnych od Słońca.
Jest to gwiazda podwójna. Jasny, widoczny składnik Epsilon Reticuli A to pomarańczowy podolbrzym, gwiazda typu widmowego K2. Jest ponad 20% bardziej masywna od Słońca. W 2001 roku odkryto planetę HD 27442 b orbitującą wokół tego składnika.
Słabszy towarzysz podolbrzyma, Epsilon Reticuli B, to biały karzeł.